# Форрест, Вернон
Вернон Форрест (англ. Vernon Forrest; 12 января 1971, Огаста, Джорджия — 25 июля 2009, Атланта) — американский боксёр-профессионал, выступавший в 1-й средней весовой категории. Чемпион мира в полусредней (версия IBF, 2001; версия WBC, 2002—2003) и 1-й средней (версия WBC, 2007—2008 и 2008—2009) весовых категориях. Серебряный призёр Чемпионата мира 1991 года среди любителей.

## Любительская карьера
Родился в многодетной негритянской семье. Боксом занимался с 9 лет. В любителях был чемпионом США 1992 года, вице-чемпионом мира 1991 года, проиграв в финальном бою советскому боксёру Константину Цзю. Окончил Мичиганский университет, где тренировался в составе национальной сборной США по боксу.

За день до соревнований на Олимпийских играх 1992 года в Барселоне Форрест получил отравление и проиграл уже в первом бою.

На любительском ринге выигрывал у Шейна Мосли.

## 1992—2002
На профессиональном ринге дебютировал в 1992 году.
В 2000—2001 годах дважды встречался с Рауля Франка за титул чемпиона мира во 2-м полусреднем весе. 1-й бой был признан не состоявшимся (no contest), во 2-м победил Вернон Форрест.
В январе 2002 году Вернон Форрест победил единогласным решением чемпиона мира в полусреднем весе по версии WBC Шейна Мосли.
В июле 2002 года состоялся 2-й бой между Форрестом и Шейном Мосли. Форрест вновь победил единогласным решением судей.

## 25 марта2003Вернон Форрест —Рикардо Майорга
- Место проведения:  Печанга Энтертеймент Центр, Темекула, Калифорния, США
- Результат: Победа Майорги техническим нокаутом в 3-м раунде в 12-раундовом бою
- Статус: Чемпионский бой за титул WBC в полусреднем весе (2-я защита Форреста); чемпионский бой за титул WBA в полусреднем весе (1-я защита Майорги)
- Рефери: Марти Денкин
- Время: 2:06
- Вес: Форрест 66,50 кг; Майорга 66,20 кг
- Трансляция: HBO
- Счёт неофициального судьи: Харольд Ледерман (18—19 Майорга)

В январе 2003 года Вернон Форрест вышел на объединительный поединок против никарагуанского нокаутёра Рикардо Майорги. Вопреки обыкновению американец принял атакующий стиль боя, попытавшись перерубить никарагаунского нокаутёра. В конце 1-го раунда Майорга провёл сумбурную атаку, и Форрест, зацепившись за ногу никарагуанца, оказался на полу. Рефери отсчитал спорный нокдаун. В серединее 3-го раунда Майорга провёл несколько хуков с обеих рук. Форрест облокотился на канаты. Майорга тут же сильным правым крюком попал в голову американца, и тот упал на канвас. Он сразу же поднялся, но был в явно не адекватном состоянии. Рефери досчитал до 8, и оценив состояние Форреста, остановил бой.

## 2003—2007
В июле 2003 года он попытался взять реванш у Рикардо Майорги, но проиграл большинством голосов судей.
В 2006 году спорно победил Айка Куарти единогласным решением судей. По мнению экспертов Форресту просто подарили победу.
В июле 2007 года в бою за вакантный титул чемпиона мира в 1-м среднем весе по версии WBC Вернон Форрест победил по очкам Карлоса Мануэля Бальдомира.

### 1 декабря2007Вернон Форрест —Микеле Пичирилло
- Место проведения:  Фоксвуд Касино, Машантакет, Коннектикут, США
- Результат: Победа Форреста техническим нокаутом в 11-м раунде в 12-раундовом бою
- Статус: Чемпионский бой за титул WBC в 1-м среднем весе (1-я защита Форреста)
- Рефери: Артур Мерканти младший
- Счет судей: Массимо Баровеччио (98—90), Стив Вейсфелд (98—90), Джэк Вудбёрн (98—90) — все в пользу Форреста
- Вес: Форрест 69,40 кг; Пичирилло 68,90 кг
- Трансляция: Showtime
- Счёт неофициальных судей: Рон Борджс (98—91), Кит Айдек (98—91), Джэк Обермайер (99—90) — все в пользу Форреста

В декабре 2007 года Вернон Форрест проводил 1-ю защиту титула WBC в 1-м среднем весе против бывшего чемпиона в полусреднем весе по версии IBF итальянца Микеле Пичирилло. Этот бой должен был состоятся в 2002 году, однако тогда Форрест предпочёл повторно встретиться с Шейном Мосли. В конце 6-го раунда Форрест провёл серию ударов, последний из которых пришёлся по затылку противника. Пичирилло упал. Рефери отсчитал нокдаун, несмотря на недовольство итальянца. В середине 9-го раунда Форрест левым хуком попал в челюсть Пичирилло, после чего тот рухнул на колени. Итальянец встал на счёт 4. Форрест попытался форсировать события, но его противник ушёл в глухую оборону. В конце 11-го раунда Форрест провёл прицельный правый кросс. Пичирилло отошёл к канатам. Форрест повторил удар. Итальянец упал на канвас. Рефери сразу же прекратил поединок. При падении Пичирилло повредил правую ногу.

## 7 июня2008Вернон Форрест —Серхио Мора
- Место проведения:  Мохеган Сан Казино, Юнкасвилл, Коннектикут, США
- Результат: Победа Моры решением большинства в 12-раундовом бою
- Статус: Чемпионский бой за титул WBC в 1-м среднем весе (2-я защита Форреста)
- Рефери: Дик Флахерти
- Счет судей: Анек Хонгтонгкам (112—116 Мора), Джон Маккэй (113—115 Мора), Гейл Ван Хэй (114—114)
- Вес: Форрест 69,70 кг; Мора 69,90 кг
- Трансляция: Showtime
- Счёт неофициальных судей: Скотт Плуф (113—115 Мора), Андрес Родригес (115—113 Форрест), Ти Кей Стюарт (113—115 Мора)

В июне 2008 года состоялся бой между Верноном Форрестом и непобеждённым Серхио Морой. В близком бою судьи решением большинства отдали победу претенденту. Мнение независимых журналистов, приглашённых телеканалом Showtime, было раздельным.

## 13 сентября2008Серхио Мора —Вернон Форрест (2-й бой)
- Место проведения:  Эм-Джи-Эм Гранд, Лас-Вегас, Невада, США
- Результат: Победа Форреста единогласным решением в 12-раундовом бою
- Статус: Чемпионский бой за титул WBC в 1-м среднем весе (1-я защита Моры)
- Рефери: Вик Дракулич
- Счет судей: Бёрт Клементс (110—117), Ричард Хак (108—119), Ален Рубенстейн (109—118) — все в пользу Форреста
- Вес: Мора 69,9 кг; Форрест 69,9 кг
- Трансляция: HBO PPV

В сентябре 2008 года 2-й бой между Верноном Форрестом и Серхио Морой. Форрест доминировал весь бой: он почти вдвое превзошёл противника по количеству и качеству ударов. По окончании 12-ти раундов судьи единогласным решением отдали победу претенденту. Поединок проходил в рамках шоу, организованного телеканалом HBO, главным событием которого был бой Хуан Мануэль Маркес — Хоэль Касамайор.
21 мая 2009 лишён титула WBC.

## Смерть
Вернон Форрест был застрелен 25 июля 2009 года в Атланте (штат Джорджия, США) грабителями, пытавшимися угнать его машину. Форрест накачивал шины своего автомобиля на заправочной станции, когда двое мужчин выскочили из подъехавшей машины и попытались угнать принадлежащий боксёру Jaguar. У Форреста был при себе пистолет, и он начал преследовать грабителей. В завязавшейся перестрелке в него выпустили семь или восемь пуль, одна из которых попала ему в голову. В августе все трое преступников были арестованы. К 2012 году убийца и 2 соучастника осуждены на пожизненное заключение.
Похороны Форреста состоялись 3 августа в небольшом городке Литония возле Атланты. На церемонии прощания присутствовали около 1,5 тыс. человек, среди которых: Эвандер Холифилд, Антонио Тарвер, Роберт Аллен, Бадди Макгирт и др.